# Lentiai
Lentiai là một đô thị ở tỉnh Belluno trong vùng Veneto, có vị trí cách khoảng 70 km về phía tây bắc của Venice và khoảng 20 km về phía tây nam của Belluno. Tại thời điểm ngày 31 tháng 12 năm 2004, đô thị này có dân số 3.020 và diện tích 37,6 km².
Lentiai giáp các đô thị: Cesiomaggiore, Feltre, Mel, Santa Giustina, Valdobbiadene, Vas.